# 2,2'-联噻吩
2,2'-联噻吩是一种有机化合物，为无色固体，市售品有时为绿色固体。2,2'-联噻吩是三种化学式为(C4H3S)2的异构体中最常见的，另外两种分别是2,3'-和3,3'-联噻吩。2,2'-联噻吩可由2-卤代噻吩的偶联反应制得。X射线衍射表明它和联苯不同，两个噻吩环共平面。